# Anathallis rubens
Anathallis rubens är en orkidéart som först beskrevs av John Lindley, och fick sitt nu gällande namn av Alec M. Pridgeon och Mark W. Chase. Anathallis rubens ingår i släktet Anathallis och familjen orkidéer. Inga underarter finns listade i Catalogue of Life.

## Bildgalleri

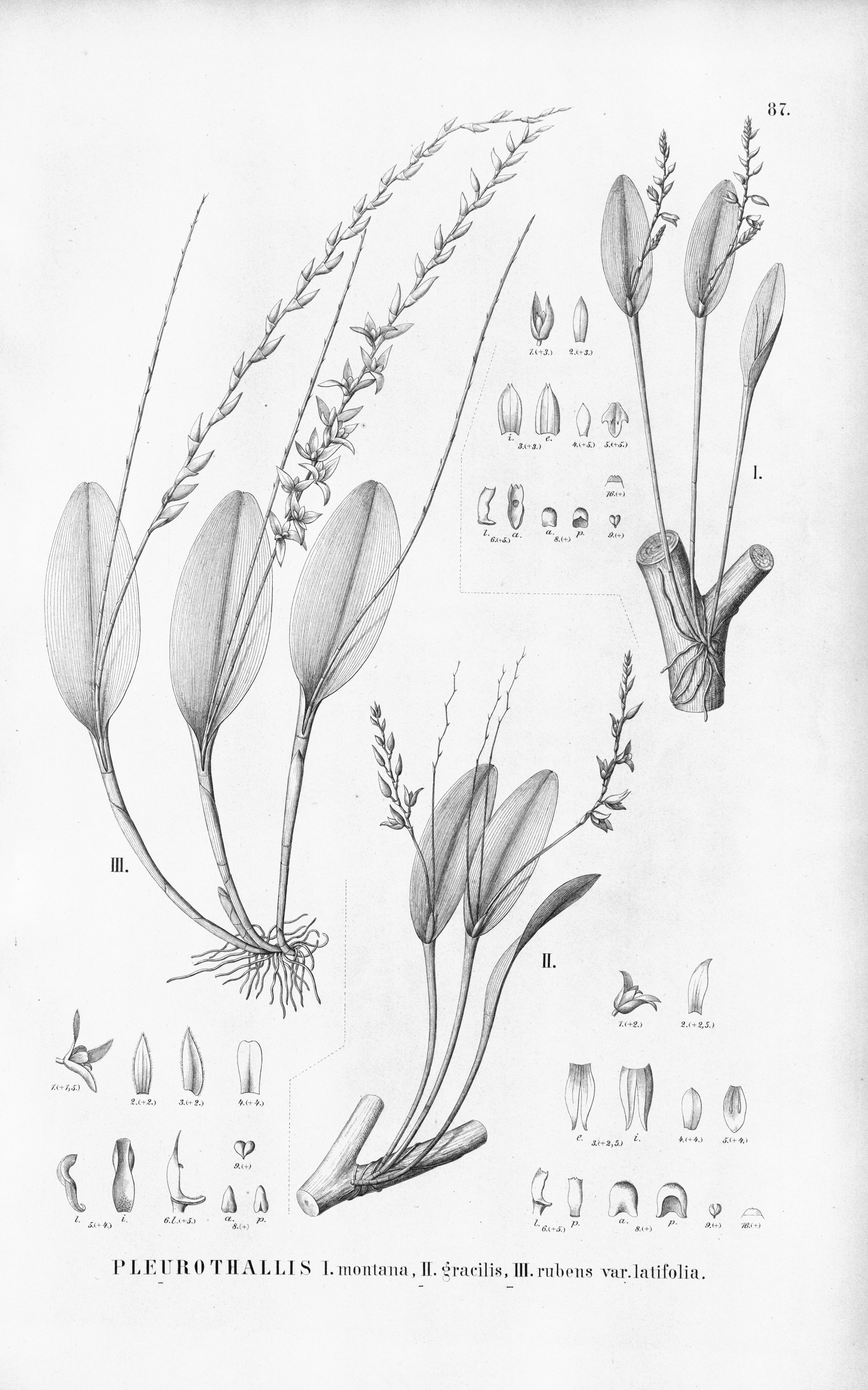